# Tesla (čehoslovačka tvrtka)
Tesla (izvorno nazvana po Nikoli Tesli, kasnije objašnjeno kao skraćenica od "TEchnika SLAboproudá") bila je velika, državna elektrotehnička tvrtka u bivšoj Čehoslovačkoj.
Tvrtka je osnovana pod nazivom "Elektra" 18. siječnja 1921. i preimenovana u "Tesla" 7. ožujka 1946. Do 1989. producirali su gotovo sve proizvode u zemlji. Mnogi podružnice nastale su iz izvorne tvrtke, uključujući i one u mjestima: Liptovský Hrádok, Hradec Králové, Pardubice, Žďár nad Sázavou, Bratislava, i Nižná.
Mnogi proizvodi tvrtke kasnije postaju potpuno zastarjeli, te je nakon pada komunizma u Čehoslovačkoj, tvrtka imala velike poteškoće. Nakon toga, u vezi s uvođenjem tržišnoga gospodarstva, tvrtka je podijeljena u nekoliko neovisnih tvrtki, od kojih su neke prestale koristiti svoj izvorni naziv.

## Vanjske poveznice
- Strona Grupy Tesla (engl.)